# Damson Freestone
Damson Freestone es una variedad cultivar de ciruelo (Prunus domestica subsp. insititia), de las denominadas ciruelas europeas.
Una variedad de ciruela promocionada por los viveros «Stark Brothers», de Louisiana (Misuri) en 1893. Las frutas son pequeñas y ovaladas ligeramente cónico, algo más grande y gruesa que la mayoría de las ciruelas damascenas, con el color de la piel negro azulado oscuro, piel gruesa, ácida, y pulpa de color verde amarillento, textura bastante firme, jugosa y subácida con un sabor auténtico a ciruela, bueno y bastante rico. Prospera en climas templados, tolera las zonas de rusticidad según el departamento USDA, de nivel 4 a 6.

## Sinonimia
- "Freestone plum".

## Historia
La ciruela 'Damson Freestone' es una variedad antigua se desconoce el origen de esta ciruela damascena. Los hermanos Stark de los viveros «Stark Brothers», de Louisiana (Misuri), quienes introdujeron la variedad alrededor de 1889, la describen como «una variedad seleccionada, muy resistente, libre de insectos y productiva».
Se considera que es una cepa de la Prunus domestica subsp. insititia, en Inglaterra y países anglo sajones se las nombran como "Bullace" que generalmente se usa para referirse a ciruelas con forma esférica, a diferencia de las ciruelas "Damascenas"-"Damson" que se refieren a las que tienen forma ovalada.
La variedad de ciruela 'Freestone' ha sido descrita por :1. Am. Gard. 14:148. 1893. 2. Waugh Plum Cult. 129. 1901.

## Características
'Damson Freestone' es árbol de tamaño mediano, vigor medio con crecimiento compacto;la ciruela damascena 'Freestone' se distingue de otras ciruelas damascenas principalmente por ser más dulce y tener menos hueso. Es tan inferior a las variedades de su especie en varios aspectos que tiene poco valor para la plantación comercial. Los frutos son más pequeños y los huesos más grandes en proporción a la pulpa que en otras ciruelas damascenas más conocidas, y los árboles no producen cosechas tan abundantes como deberían; estos defectos, tanto en el fruto como en el árbol, perjudican la cosecha de la ciruela. Para compensar los defectos del árbol, se puede mencionar la ausencia de nudo negro y la inmunidad a la plaga de la hoja como compensación. El fruto cuelga en racimos.
'Damson Freestone' tiene una talla de tamaño pequeño, ovaladas ligeramente cónico, con el color de la piel negro azulado oscuro, cubierto de pruina de mediano espesor, punteado pequeño, pocos, piel gruesa, ácida, sutura pronunciada, una línea distinta;; pedúnculo glabro, bien adherido al fruto con la cavidad del pedúnculo estrecha y apenas pronunciada; pulpa de color verde amarillento oscuro, textura bastante firme, jugosa y subácida con un sabor auténtico a ciruela, bueno y bastante rico.
Semilla con hueso muy fino, no adherido a la pulpa, teñido de rojo, ovalado, turgente, con superficies rugosas, agudo en la base, roma en el ápice; sutura ventral ancha y roma; sutura dorsal con un surco ancho y poco profundo.
Su tiempo de recogida de cosecha es a mediados de septiembre, pero a menudo permanece en el árbol hasta noviembre, cuando los frutos se vuelven dulces y maduros, permaneciendo jugosos.

## Usos
Esta ciruela es bien conocida en los países del ámbito anglosajón. Una verdadera fruta dulce de "postre", más parecida al concepto de sabor que tenemos de una ciruela. Además hace unos muy buenos guisos, licores, mermeladas, empanadas, y para congelación.
Sin embargo la ciruela damascena 'Freestone' difícilmente merece ser plantada en huertos domésticos o comerciales.